# Groupe de soutien opérationnel
Pour les articles homonymes, voir GSO.

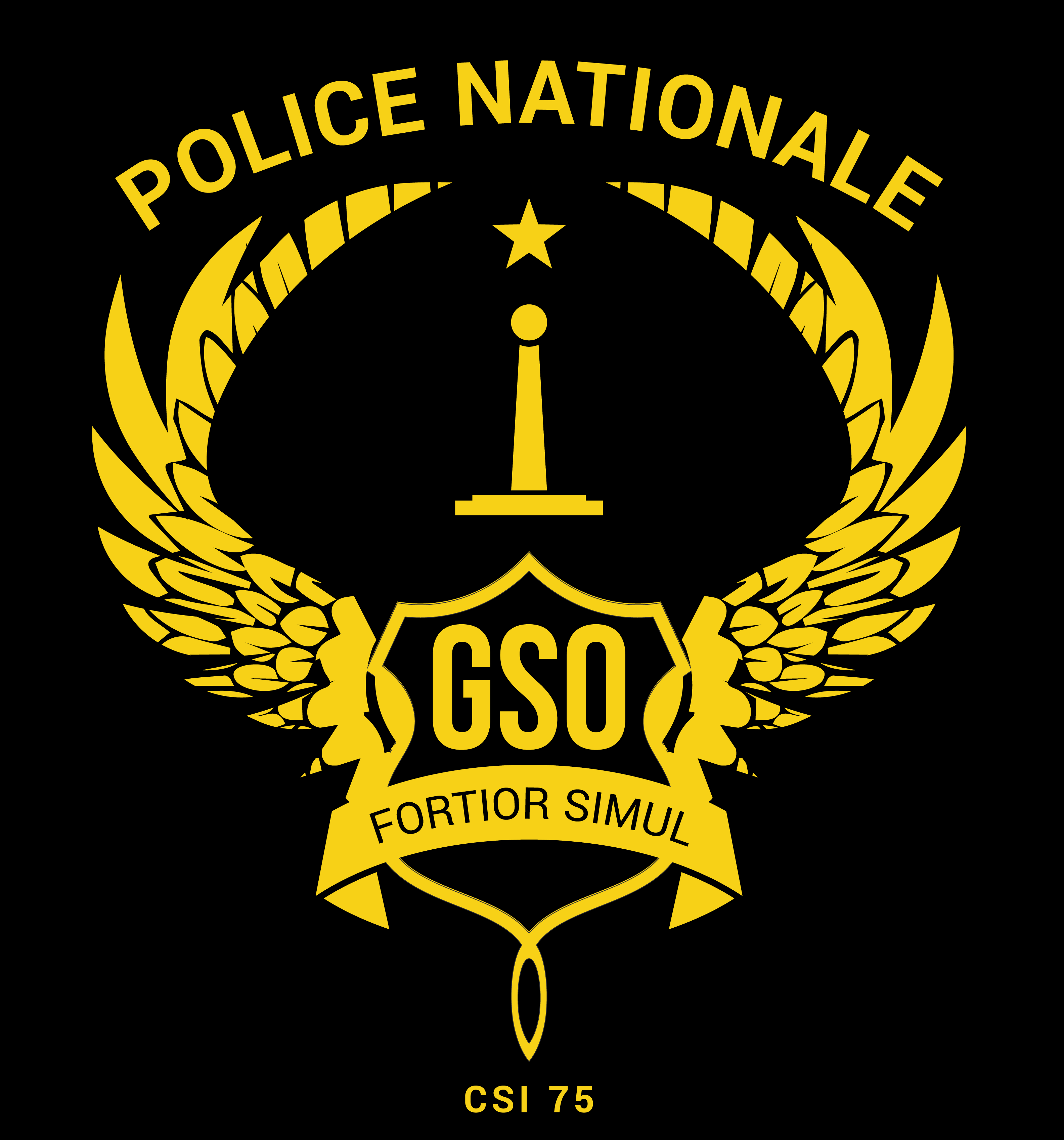
Logo du Groupe de Soutien Opérationnel de Paris.

Les Groupes de soutien opérationnels (ou GSO) sont des unités tactiques d'intervention faisant partie des Compagnies de Sécurisation et d'Intervention de Paris et des départements de petite couronne (CSI 75, 92, 93, 94). 
Ils dépendent de la Sous-Direction des Services Spécialisés (SDSS) de la Direction de la Sécurité de Proximité de l'Agglomération Parisienne (DSPAP) à la Préfecture de Police de Paris. La création du premier GSO date de 2005 pour la CSI 75. Les policiers des GSO viennent en assistance aux services d'investigations pour les interpellations domiciliaires à risques, et ils sont spécialisés dans l'ouverture de portes, la pénétration et la sécurisation de milieux clos. Ils sont placés au Niveau 2 dans le Schéma d'Intervention National dans le cadre de la menace terroriste. Les GSO participent également activement à la lutte contre les crimes et délits flagrants.

## Organisation
Les GSO sont placés sous le commandement des Unités Spécialisés au sein des Compagnies de Sécurisation et d'Intervention (CSI 75, 92, 93, 94) au même titre que les unités Delta, Lapi et Motocycliste.

## Localisation
Le GSO 75 est basé à Paris, le GSO 92 à Nanterre, la CSI 93 à Aulnay-sous-bois et la CSI 94 à Créteil

## Historique
Le premier GSO créé en unité constituée indivisible fut celui de la Compagnie de Sécurisation et d'Intervention de Paris (CSI 75) en 2005. Précédemment les GSO étaient constitués temporairement de volontaires au sein des Compagnies Tenues Alpha, Bravo ou Charlie (cf CSI). L'intervention en milieu clos étant une spécialité à part entière, le commandement de la CSI 75 décidait alors de la création d'une unité dédiée. Les GSO 92 et 93  ont été créés plus récemment (2009 pour le GSO 93) sous le modèle du GSO 75. Précisons que la CSI est l'unité principale et que le GSO n'est qu'une spécialité de cette Compagnie. 
Notons également[style à revoir] que le GSO n'est pas répertorié comme groupe d'intervention comme le RAID ou la BRI.

## Recrutement
Les policiers des GSO sont recrutés à l'issue de tests de sélection des CSI organisés par la Sous-Direction des Services Spécialisées (SDSS). La sélection s'effectue sur un panel d'épreuves variés :  sport, tir, discernement, simulation d'intervention, claustrophobie ainsi que d'un oral devant jury. Les candidats sont ensuite intégrés à un vivier et doivent satisfaire à un stage de six semaines au sein du GSO choisit où ils seront évalués sur différents critères.

## Missions et fonctionnement

### Assistance aux services d'enquêtes
Les Groupes de Soutien Opérationnel sont requis par les services d'investigations pour l'assistance en vue d'une interpellation à domicile via une demande émise à l'état-major de la Sous-Direction des Services Spécialisés (SDSS). La demande est évaluée et transmise à la hiérarchie des différents GSO. Les agents des GSO prennent ensuite contact avec les fonctionnaires des services d'investigations et évaluent le niveau de dangerosité des individus et les difficultés éventuelles pouvant être rencontrées lors de l'intervention (lieu, composition familiale, présence d'animaux, type de porte, étage, etc.). Ils adaptent leurs dispositifs en conséquence : nombre de personnels, matériels. Éventuellement une équipe peut aller reconnaître les lieux d'intervention. Les interpellations peuvent avoir lieu au petit matin, suivant les heures légales de pénétration au domicile d'un suspect (06h-21h dans le droit commun français), mais aussi à tout autre moment de la journée. Les GSO peuvent également être requis pour une interpellation sur voie publique, ils pourront agir alors en tenue civile,.

### Intervention en situation de crise
Les GSO sont amenés à être déployés directement par l'état-major de la préfecture de police et intervenir lors de situation de crise telle que des forcenés à domicile ou dans des lieux publics quand ces situations ne nécessitent pas le déploiement de la BRI-PP ou en attente de l'arrivée de cette unité,,.

### Niveau 2 du Schéma national d'intervention
Les GSO sont équipés en armement (G36, G36C, FAP, MP5, HK UMP) et en matériels de protection balistique conséquents (bouclier et gilet lourd de protection niveau NIJ III, IV) qui leur permettent d'être intégrés au niveau 2 du Schéma National d'Intervention dans le cadre de la menace terroriste. Rapidement déployables, leur premier rôle sera de contenir la scène d'une attaque au plus près de celle-ci en attente des unités d'intervention de niveau 3 (RAID, GIGN, BRI) dans la mesure où des éléments terroristes seraient dans une position de prise d'otages. Dans un second temps ils pourraient intervenir dans le cadre d'une tuerie en cours nécessitant une intervention immédiate.

### Patrouille anti-criminalité
Lorsque les GSO ne sont pas requis pour assistance ils peuvent constituer différentes patrouilles en tenue ou en civil, en véhicule sérigraphié ou banalisé afin de patrouiller, de rechercher et d'interpeller d'initiative des auteurs de crime ou délit flagrant.

### Violences urbaines
Les agents des GSO participent pleinement à la constitution d'unités au sein des CSI luttant contre les violences urbaines lors d'épisodes de manifestations violentes.

### Dispositif de lutte anti-stupéfiant
Particularité du GSO 75, les policiers de celui-ci observent, récoltent du renseignement et élaborent des stratégies d'intervention et d'interpellation à leur initiative dans des cités gangrenés par le trafic de stupéfiant. La capacité de mise en place de colonne d'effraction rapide des GSO appuyée par les effectifs des autres unités des CSI et des services locaux est particulièrement efficace lors de ce type d'opération contre les délits ou crimes flagrant,.

## Zones de compétence
Les GSO 75, 92, 93 et 94 sont compétent sur l'ensemble de l'agglomération parisienne (département de Paris, des Hauts-de-Seine, de Seine-Saint-Denis, et du Val-de-Marne) et peuvent intervenir sur les départements de grandes couronnes (77,78 et 95) en appui des services enquêteurs qui s'y déplaceront pour leurs interpellations.

## Équipement

### Armement
- Arme de poing : Sig-Sauer SP 2022 : 9 mm
- Fusils :
  - HK G36 : 5,56 mm équipés d'aide à la visée Eotech ;
  - Fusil à Pompe : Cal. 12.
- Pistolet-mitrailleur : HK UMP : 9 mm

### Armement intermédiaire
- Pistolet à Impulsion Électrique (PIE) ;
- Lanceur de Balles de Défense 40mm (LBD) ;
- Grenade de désencerclement ;
- Grenade lacrymogène.

### Protection balistique
- Gilet pare-balles à port discret ;
- Gilet lourd ;
- Bouclier Tencate.

### Effractionfroide
- Door Raider (bélier hydraulique)] ;
- Bélier ;
- Différents outils : Masse, Mutlibreacher, pied de biche.

### Techniques
- Moyens radios : Acropol reliés à un PTT (Push To Talk) ainsi qu'un casque communicant à modulation sonore de type Peltor Comtac ou à un microphone-écouteur ostéo-cranien ;
- Moyens vidéo : Endoscope, caméra Mohoc, appareil photo.